# Короткокрыл большой
Короткокрыл большой, или большой коротконадкрыл (лат. Necydalis major), — вид жуков-усачей из подсемейства Necydalinae.

## Распространение
Представители номинативного подвида распространены в Европе, Европейской части России, на Кавказе, на побережье Чёрного моря, на всей территории Сибири, в Сахалине, Закавказье, Казахстане, северо-восточном Китае, Японии и на Корейском полуострове. Подвид N. m. aino распространён в Сахалинской области, на Курильских и Японских островах

## Описание

### Имаго
Длина тела взрослых насекомых 21—32 мм. Тело крупное, с параллельносторонней головой, продолговатой переднеспинкой и удлинённым брюшком. Глаза широко выемчатые в мелкой фасетки. Усики не длинные, последними члениками заходят за надкрылья. Надкрылья короткие, лишь чуть длиннее своей ширины. Ноги длинные; задние бёдра булавовидные; задние голени значительно длиннее лапок.
Голова, переднеспинка, щиток и низ груди чёрные. Усики светло-рыжие или рыжевато-красные, иногда на вершине с буроватым оттенком. Ноги светло-рыжие; вершина задних бёдер чёрная. Надкрылья красновато-рыжие, иногда с зачернённой вершиной. Брюшко чёрное; часто на её основании в области первого, второго и третьего стернитов красновато-рыжая.
Жуки данного вида от жуков родственных видов отличаются следующими признаками:
- первый стернит брюшка выпуклый, почти цилиндрически, вытянутый, в длину стернит больше своей ширины;
- надкрылья в мелких плотно прилегающих золотистых волосках.

### Преимагинальные стадии

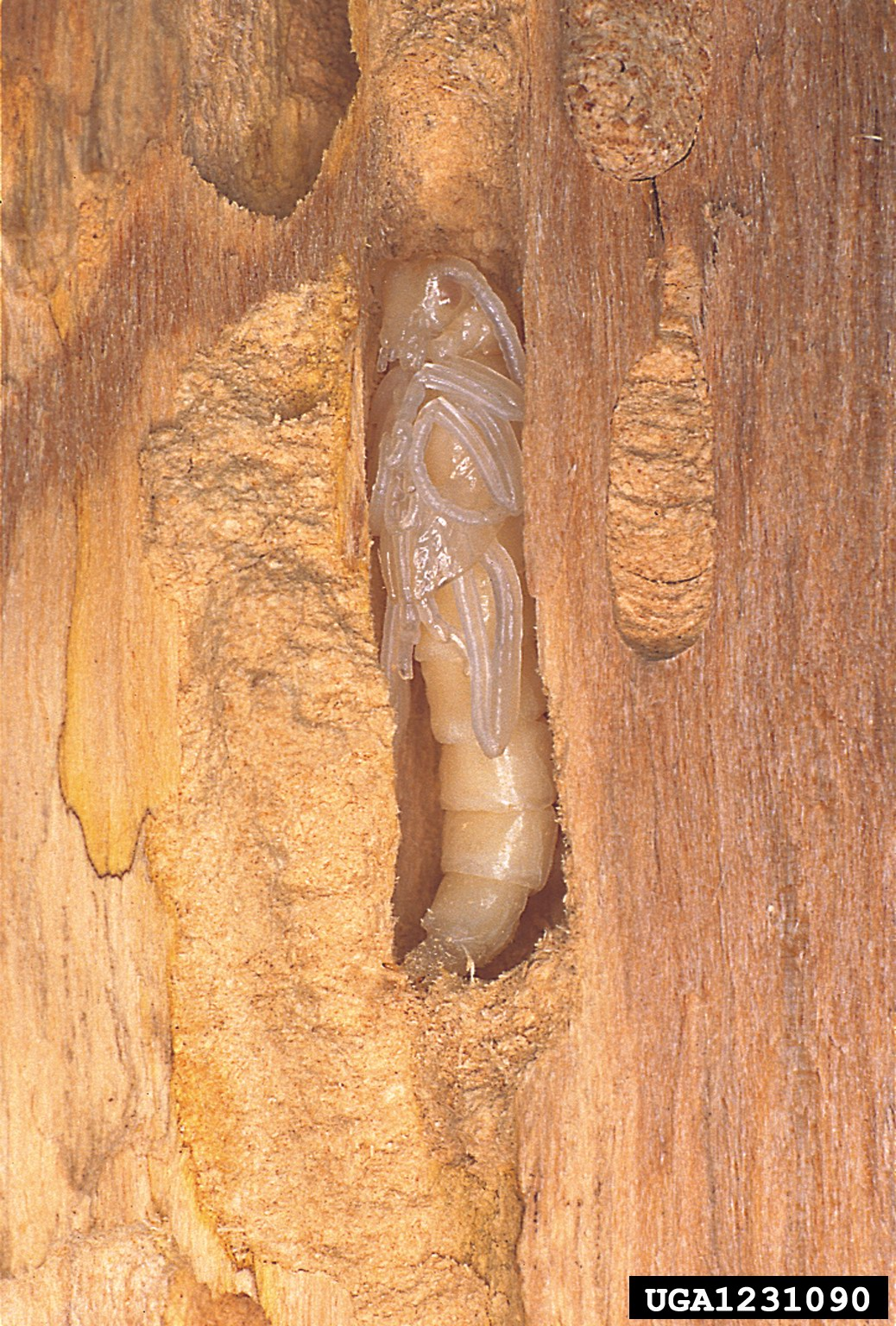
Куколка

Яйцо длиной 2,9—3 мм, в поперечнике 0,7 мм, белое, серебристое вытянутое, на полюсах приострённое, на одной стороне плоское, на другой выпуклое, к полюсам равномерно суженное.
Длина тела личинок последнего (четвёртого) возраста 35—45 мм. Тело крупное, сравнительно толстое. Характерные внешние признаки личинок данного вида:
- щит переднеспинки достаточно выпуклый, на переднем крае оторочен тёмно-бурыми крупными точками, которые образуют поперечный, посередине оттянутый кпереди ряд;
- гипостома выпуклая, к основанию явно суженная.

Длина тела куколок 24—35 мм, ширина их брюшка 3,5—5 мм.Характерны следующими чертами:
- переднеспинка в задней половине почти по всей поверхности в острых шипиках;
- брюшные терниты на боках, на заднем крае и частично в передней половине усеяны многочисленными шипиками, только посередине диска переднеспинки нет шипиков.

## Экология

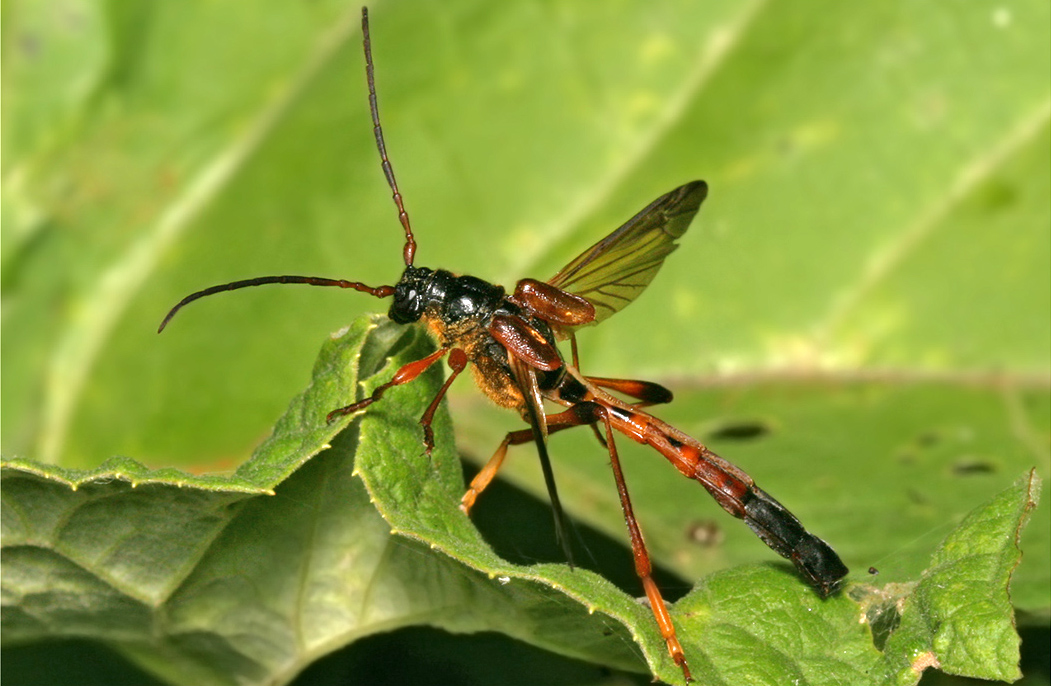
Взлетающий жук

Жуки ведут скрытный образ жизни. Обитают в лиственных насаждениях. Кормовыми растениями личинок являются мёртвые лиственных деревья различных видов, среди которых наиболее часто указывают дуб, тополь, ольху, осину, берёзу, иву. Жуки часто встречаются на вытекающем древесном соке, цветы посещают редко.

## Развитие
Период размножения для особей начинается вскоре после выхода из древесины. Самки откладывают яйца в щели коры и расщелины древесины усохших стоящих деревьев или валежин. Развитие яйца, с момента кладки до появления молодых личинок, длится три недели.
Личинки развиваются внутри древесины, где прокладывают продольные ходы, забивая их мелкой буровой мукой. Ходы прокладываются как во внешнем так и в глубоких слоях древесины. Личинки старшего возраста, готовящиеся к окукливанию, проделывают поперечный ход к поверхности ствола, забивают ход буровой мукой и приступают к устройству куколочной колыбельки, которая длиной 35-40 мм и шириной от 8 до 14 мм. Личинка в колыбельке поворачивается вниз головой и приступает к окукливанию.
Окукливаются в начале лета, жуки появляются в конце июня и в июле. Развитие одной куколки продолжается две недели. Появившиеся из куколок жуки в куколочной колыбельки поворачиваются головой к выходному отверстию и начинает пробираться на поверхность ствола, отгребая буровую муку от выхода, доходят до оставшегося слоя древесины и выгрызают в нём круглое пяти миллиметровое в диаметре отверстие и выходят наружу.

## Численность и замечания по охране
Практически на всей территории Европейской части России встречается не часто и локально. Занесён в ряд региональных Красных книг: города Москвы, Республик Коми и Мордовии, Иркутской, Ленинградской, Липецкой, Мурманской, Ростовской, Саратовской, Смоленской, Тамбовской и Тюменской областей. Охраняется в ряде стран Европы: Латвии (особо охраняемый, II категория) и Литвы (VI категория).